# 中之作港
中之作港（なかのさくこう）は、福島県いわき市中之作にある地方港湾である。いわき市中部、小名浜港北東側、江名港の南西側に位置する。

## 概要
港の地形が鶴が羽を広げたような形状であったため、鶴の間と呼ばれており、南側には永崎海水浴場が広がる。江戸時代より磐城平藩の年貢米積出港として用いられており、陣屋が設置されていた。また、周辺で産出された塩のほか、阿波国の特産である斎田塩の陸揚げが行われ、塩の道の中継地として機能しており、北東隣の江名港と比べ漁業よりも交易港としての役割が強かった。以後鉄道をはじめとした陸上交通の発展により物流拠点としての地位は失われ、漁港として転換されていき、1948年7月の港湾法改正に伴い、当港は江名港の一部として地方港湾に指定された。カツオ・マグロの廻船誘致を進めてきたため江名港とは性格が異なることから漁業関係者による陳情の末、1962年に中之作港として地方港湾に単独指定された。

## 沿革
- 1930年～1931年 - 江名町の単独事業として防波堤建設と港湾内の浚渫が行われる。
- 1932年～1935年 - 農林省・福島県補助事業として防波堤建設が行われる。
- 1940年～1946年 - 農林省補助事業として物揚場整備と岩礁除去が行われる。
- 1948年7月 - 江名港の一部として地方港湾に指定される。
- 1962年7月4日 - 中之作港として独立し地方港湾に指定される[1]。
- 1962年8月7日 - 中之作港の港湾区域が告示される。
- 1965年前後 - 冷蔵施設整備などが行われ廻船誘致を行う。
- 1971年10月8日 - 中之作港の港湾区域の変更が告示される。
- 2011年3月11日 - 東日本大震災に伴う津波により被災する。[2]

## 漁業種別
- 大中型巻き網漁
  - カツオ
  - サンマ[3]

## 周辺
- 福島県道15号小名浜四倉線
- 永崎海水浴場